# بوب ريان (كاتب حول الرياضة)
بوب ريان (بالإنجليزية: Bob Ryan)‏ هو كاتب حول الرياضة أمريكي، ولد في 21 فبراير 1946 في ترنتون في الولايات المتحدة.

## وصلات خارجية
- بوب ريان على موقع IMDb (الإنجليزية)
- بوب ريان على موقع قاعدة بيانات الفيلم (الإنجليزية)